# Laura Rogule
Laura Rogule (Riga, 5 febbraio 1988) è una scacchista lettone grande maestro femminile.
È divenuta Maestro FIDE Femminile nel 2003, nello stesso anno maestro internazionale femminile, ha ottenuto il titolo di WGM nel 2005.

## Principali risultati

### Individuali
Ha vinto il Campionato lettone femminile in undici occasioni: 2003, 2005, 2006, 2009, 2010, 2011, 2013, 2015, 2016, 2020 e 2021.
Nel 2012 ha vinto i Campionati europei rapid e blitz disputati a Varsavia.

### Nazionale
È stata membro della nazionale femminile che ha partecipato alle Olimpiadi degli scacchi nelle edizioni di:
- Calviá 2004 (3ª scacchiera, +5 =1 -5);
- Torino 2006 (2ª scacchiera, +7 =2 -3);
- Dresda 2008 (1ª scacchiera, +3 =4 -3);
- Khanty-Mansiysk 2010 (2ª scacchiera, +5 =1 -3);
- Istanbul 2012 (2ª scacchiera, +5 =2 -2);
- Tromsø 2014 (2ª scacchiera, +6 =2 -2);
- Baku 2016 (2ª scacchiera, +4 =4 -2);
- Batumi 2018 (1ª scacchiera, +3 =3 -3).[7][8][9]

Con la nazionale ha anche preso parte agli Europei a squadre femminili di:
- León 2001 (riserva, +3 =2 -1);
- Reykjavík 2015 (2ª scacchiera, +4 =3 -2);
- Batumi 2019 (2ª scacchiera, +4 =1 -4).[10][11]